# Подольсккабель
Подольсккабель — предприятие в городе Подольске, специализирующееся на производстве кабельно-проводниковой продукции. Полное наименование — Акционерное общество «Народное предприятие «Подольсккабель».

## История
Подольский кабельный завод основан 9 июля 1941 года под названием «Винилпровод» для обеспечения нужд Красной армии недорогими и лёгкими полевыми проводами. Предприятие организовано на базе подольской артели «Винилит» как самостоятельный хозрасчётный цех московского завода «Электропровод». В августе 1941-го первая партия продукции была отправлена на фронт. Осенью 1941 года завод был эвакуирован в Уфу. 12 февраля 1942 года на месте эвакуированного завода был снова организован филиал «Электропровода», которому Народный комиссариат электропромышленности поставил задачу в кратчайшие сроки освоить выпуск проводов в пластмассовой изоляции. Вскоре филиал был вновь преобразован в подольский завод «Винилпровод». В ноябре 1942 года «Винилпровод» переименован в «Государственный Союзный завод № 683». Летом 1945 года на предприятие вывезено из Берлина трофейное оборудование по производству кабеля для радиочастот и силового кабеля с завода фирмы «Фогель» и оборудование по производству обмоточных и монтажных проводов с завода фирмы «Герман Клазинг».
В 1949 году предприятие поменяло название на «почтовый ящик № 60» (п/я 60).
В июне 1954 года предприятие получило нынешнее имя — Государственный Союзный завод «Подольсккабель».
В 1956 году предприятие было разделено на два самостоятельных завода: на старой территории «Винилпровода» был образован завод «Микропровод», а «Подольсккабель» переехал в новые цеха.
22 ноября 1971 года заводу присвоено название «Подольский кабельный завод имени Клемента Готвальда».
Осенью 1992 года завод прошёл через процедуру приватизации и был реорганизован в акционерное общество открытого типа. При этом 49% акций остались во владении государства. 29 мая 2000 года завод, с согласия всех работников предприятия, был преобразован из открытого акционерного общества «Подольский кабельный завод» в закрытое акционерное общество работников «Народное предприятие «Подольсккабель». В феврале 2009 года завод снова сменил юридический статус — с ЗАО на ОАО, и в дальнейшем на АО. На 2016 год завод являлся одним из крупнейших производителей кабельной продукции в России.
12 декабря 2023 года, из-за российского вторжения на Украину, предприятие включено в блокирующий санкционный список США против компаний поставляющих продукцию для российской военно-промышленной базы. Ранее предприятие было включено в санкционный список Украины.

## Собственники и руководство
По состоянию на конец 2023 года 70 % акций предприятия принадлежали Николаю Громову и его сыну Михаилу Громову.
Генеральный директор — Горич Алексей Сергеевич.
Руководители «Подольсккабеля» с момента создания предприятия:
- 1941—1942 Горелкин Николай Васильевич
- 1942—1951 Фарбер Леонид Яковлевич
- 1951—1952 Хохлов Борис Васильевич
- 1952—1954 Кущевский Борис Иванович
- 1954—1957 Кузнецов Василий Дмитриевич
- 1957—Алёшин Иван Павлович
- 1970—1999 Товмасян Георгий Григорьевич
- 1999—2016 Громов Николай Иванович
- 2016—2024 Громов Михаил Николаевич
- С июля 2024 г. — Горич Алексей Сергеевич